# سالن 3000 نفره طوبی لارستان
سالن 3000 نفره طوبی لارستان

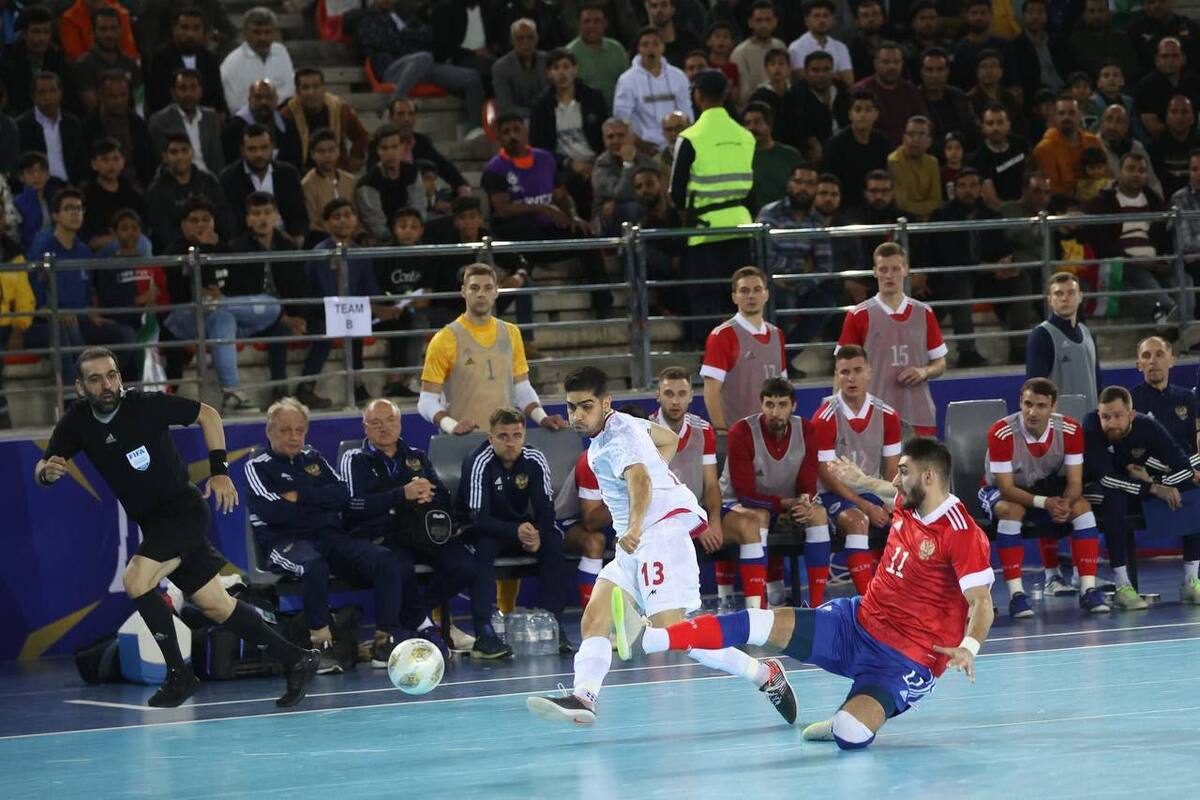
دیدار دوستانه تیم ملی فوتسال ایران و تیم ملی فوتسال روسیه

ورزشگاه طوبی لارستان (منیری) در زمینی به مساحت حدود ۶ هکتار و با ۱۸ هزار مترمربع زیربنا، در سه طبقه ساخته شده و گنجایش جمعیت ۳ هزار نفر را دارد، در مجتمع فرهنگی ورزشی طوبی لارستان، جایگاه ویژه جانبازان و معلولین نیز تعبیه شده و همچنین جایگاه مهمانان ویژه، فیلم برداران، صدا و سیما نیز برای پوشش برنامه ها و مسابقات مختلف کشوری و بین‌المللی به صورت جداگانه تعبیه شده است.
مجتمع طوبی به گونه ای طراحی شده که به راحتی بتوان در آن مسابقات بین المللی برگزار کرد، این ورزشگاه دارای ۴ رختکن  بوده و علاوه بر سالن اصلی  دارای سالن های کشتی، بدنسازی، تنیس، استخر آب درمانی، سه سینما، شهر کتاب ویژه بزرگسالان و کودکان است، در محوطه مجموعه  نیز یک رینگ پیاده روی ۱۲۰۰ متری و یک رینگ دوچرخه سواری احداث شده است.
برای احداث ورزشگاه ۳ هزار نفری طوبی لارستان بیش از ۶۰ میلیارد تومان هزینه شده است و این مجتمع را به یک مجتمع کم نظیر تبدیل کرده است که تا کنون شاهد برگزاری رویدادهای ورزشی مختلف بوده است.
با حضور کیومرث هاشمی وزیر ورزش و جوانان، و جمعی از مسئولین و قشرهای مختلف مردم، مجتمع بزرگ فرهنگی، علمی و ورزشی طوبی (منیری) لارستان در 20 مهر 1402 افتتاح شد.

## دیدار ملی فوتسال
همزمان با دومین دور سفر ریاست جمهوری و هیئت دولت به استان فارس،شهرستان لارستان میزبان وزیر ورزش و جوانان برای افتتاح مجتمع خیرساز طوبی بود.وزیر ورزش و جوانان افزود: به پاس قدردانی از زحمات نیک اندیش بزرگوار و بهره مندی از ظرفیت های این مجموعه، بازی فوتسال تیم ایران و روسیه در ۲۷ و ۲۸ آذر را در این شهر و مجتمع طوبی برگزار خواهیم کرد.